# ظهرة بني فلاح (أفلح اليمن)

تعديل مصدري - تعديل

ظهرة بني فلاح هي إحدى قرى عزلة بني فلاح بمديرية أفلح اليمن التابعة لمحافظة حجة، بلغ تعداد سكانها 185 نسمة حسب تعداد اليمن لعام 2004.